# Дональд Стюарт
До́нальд Стю́арт (англ. Donald Stuart; 13 вересня 1913, Коттеслу / Cottesloe, Західна Австралія, Австралія — 25 серпня 1983, Брум, там же) — австралійський письменник, у чиїх творах відобразилась аборигенна тематика, а також досвід перебування у військовому полоні в Бірмі під час Другої світової війні.

## З життя і творчості
Народився в 1913 році в Коттеслу (Cottesloe, Західна Австралія) і, крім часу, проведеного в полоні під час Другої світової війни, він все своє життя прожив у цьому штаті.
Стюарт пішов з дому у 14-річному віці, зробившись бродягою, тобто мандрівним найманим робітником, яких тисячі тоді тинялися дорогами у пошуках тимчасових заробітків. Він подорожував у більшій частини півночі Західної Австралії, намагаючись знайти роботу на фермах великої рогатої худоби, і са́ме в цей час вступив у тісний контакт з аборигенами.
На початку Другої світової війни Дональд Стюарт пішов добровольцем 2-х Австралійських імперських збройних сил (AIF). Спершу ніс службу на Близькому Сході, потім на Яві (Індонезія), де був узятий в полон японцями. Після цього Стюарт провів три з половиною роки як військовополонений робітник на будівництві Бірманської залізниці, що було справжнім пеклом, з якого багато хто не повернувся живим. Сам Стюарт сказав про це так:
|  | «Ми будували залізницю від майже Бангкока до майже Рангуна — тисячі нас, військовополонених, морили голодом, бичували, злягали від малярії, дизентерії, бері-бері, пелагри і смердючих тропічних виразок, які виїдали наші ноги до кісток». |

Перший роман Стюарта — «Йєнді» (Yandy) був опублікований і отримав схвалення критиків у 1959 році. Він став скромним бестселером і книгою, яку вивчали в старших класах середньої школи в деяких австралійських школах. Події у творі відбуваються на тлі страйку скотарів-аборигенів 1946 року в Пілбара. Книга задала початок іншим книгам автора, і після «Йєнді» послідувала серія романів, у яких головними персонажами були аборигени. У романах «Ільбарана» (Ilbarana) та «Маллункай» (Malloonkai), Стюарт зробив спробу подивитися на світ і оточуючу дійсність з точки зору корінного населення Австралії, що робить його одним з небагатьох австралійських письменників, які разом з рядом антропологів намагалися наблизитися до особистого пізнання аборигенів.
У 1974 році Дональд Стюарт опублікував першу книгу, що започаткувала серію, відому як The Conjuror's Years. Повість «Король моєї країни» (Prince of My Country) розповідає чудову історію про аборигена-власника ферми, який з успіхом вів свій бізнес, попри всі можливі труднощі. І це в час, коли аборигени навіть не мали виборчих прав, і ще менше були відомі як майстерні підприємці. Останні книги Стюарта переважно стосувалися воєнних років, особливо часу, пережитого на будівництві Бірмано-Таїландської залізниці.
Помер у Брумі (Західна Австралія) в 1982 році.